# Molly Pitcher

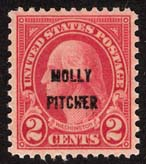
Molly pitcher stamp

Molly Pitcher är ett smeknamn på en berömd amerikansk krigshjältinna, som påstås ha tjänstgjort som soldat under det amerikanska frihetskriget. 
Det är i själva verket inte ett namn på en specifik person. Namnet användes under kriget som ett allmänt smeknamn för de kvinnor som fungerade som vattenbärare till soldaterna på slagfältet under kriget. Med tiden blev det en del av folkloren som en benämning för en hjältinna som stred som soldat under kriget. Förebilden för soldaten Molly Pitcher föreslås ha varit någon av de verkliga kvinnor som faktiskt deltog i stridshandlingar under kriget, så som Mary Ludwig Hays eller Margaret Corbin.